# 10000 lire Bicentenario del Tricolore
Con D.M.T. 21 aprile 1997 venne autorizzata l'emissione di una moneta commemorativa in argento del valore nominale di 10.000 lire dedicata al bicentenario del Tricolore italiano. 

## Dati tecnici
Al dritto al centro vi è un ritratto muliebre a sinistra, raffigurante l'Italia, coronata di spighe ed avvolta in un drappo sotto cui si legge il nome dell'autrice CASSOL; in giro è scritto "REPUBBLICA ITALIANA".
Al rovescio al centro allegoria dell'Italia avvolta nel Tricolore, i lembi del quale assumono, a sinistra, la forma della penisola italiana. Il valore nominale è indicato in basso e, più sotto, si trovano le date "1797 - 1997"; a sinistra nel campo sta il segno di zecca R, mentre in giro è scritto "ISTITUZIONE DEL TRICOLORE". 
Nel contorno: godronatura discontinua
Il diametro è di 34 mm, il peso di 22 g e il titolo è di 835/1000
La moneta è presentata nella duplice versione fior di conio e fondo specchio, rispettivamente in 36.000 e 7.695 esemplari.